# Кетили
Кетили (рос. кетилы, англ. ketyls) — радикаланіони (або відповідні солі), похідні кетонів, утворені прилученням одного електрона: R2C˙–O – ↔R2C––О˙. Кетили утворюють два типи спряжених кислот: R2C˙–OН та R2CH–О˙. Перші з них є α-гідроксиалкілрадикалами, а другі — алкоксирадикалами, але в фотохімії їх також називають кетилами.